# 양상협
양상협(1984년 1월 28일 ~ )는 대한민국의 희극 배우이다.

## 출연작

### 방송
- 웃찾사 (SBS)